# جوش روبن
جوشوا بنجامين روبين Joshua Benjamin Ruben (من مواليد 30 يونيو 1983)  هو ممثل كوميدي ومخرج ومنتج أمريكي. أخرج أفلام الرعب الكوميدية Scare Me (2020) و Werewolves Within (2021)، وكلاهما تم تصويرهما بالقرب من مسقط رأسه في وادي هدسون في نيويورك، بالإضافة إلى عيون القلب (2025). كان يعمل سابقًا في CollegeHumor وواظب على الظهور في عروض Dropout الأصلية.

## الحياة المبكرة والتعليم
وُلِد روبين في واشنطن العاصمة  ونشأ في وودستوك، نيويورك ، مع أخوين غير شقيقين، أحدهما المغنية وكاتبة الأغاني راشيل ياماجاتا .   عمل في مسرح الشباب وكان يطمح أن يصبح ممثلاً كوميديًا.  تخرج من مدرسة أونتيورا الثانوية في عام 2001.  عمل في محطة وقود قبل أن يٌقبل في ورشة عمل الممثلين الجدد في مدينة نيويورك في سن التاسعة عشرة.  

## حياة مهنية
عندما لم يتمكن روبن من الحصول على وكيل أعمال في سنواته الأولى في مدينة نيويورك، عمل كممثل إضافي في أحد الأفلام وفي متجر بيست باي .  شكل مجموعة الكوميديا Dutch West مع صديق طفولته سام رايش وآخرين. أنتجوا مقاطع فيديو كوميدية قصيرة نشرت على الإنترنت.   وبفضل عمله مع المجموعة، وظفته CollegeHumor كأحد الموظفين، وكتب وأخرج مئات من مقاطع الفيديو القصيرة الأصلية الخاصة بها.   ظهر في برنامج الألعاب Game Changer على قناة Dropout وفي برنامجه الفرعي Make Some Noise ، وكلاهما من تقديم Reich، ويُنسب إليه الفضل كمنتج تنفيذي في المسلسل الأخير. 
انتقل روبن إلى لوس أنجلوس في عام 2016.  استخدم أمواله من حساب CollegeHumor 401(k) لكتابة وإنتاج وإخراج فيلم Scare Me ، وهو فيلم رعب كوميدي تم تصويره في بحيرة كوبر خارج وودستوك.   بطولة روبن في دور كاتب طموح يقيم في كوخ في الغابة، وقد عُرض الفيلم لأول مرة في مهرجان صندانس السينمائي لعام 2020.  تم تصوير فيلمه التالي، Werewolves Within ، المستند إلى لعبة الفيديو ، في المنطقة الواقعة في وادي هدسون أيضًا.   تم عرضه لأول مرة وحاز على استحسان النقاد في مهرجان تريبيكا في يونيو 2021.   أخرج فيلم Heart Eyes ، وهو فيلم كوميدي رومانسي ،  ومن المقرر أن يخرج فيلم الرعب والخيال العلمي Green Bank .  

## روابط خارجية
- الموقع الرسمي
- جوش روبن في قاعدة بيانات الأفلام على الإنترنت